# Eugen Ingebretsen
Carl Eugen Ingebretsen (Oslo, 30 dicembre 1884 – Oslo, 11 gennaio 1939) è stato un ginnasta norvegese.

## Palmarès

### Olimpiadi
- Argento a Londra 1908 nel concorso a squadre.
- Bronzo a Stoccolma 1912 nel concorso svedese a squadre.

### Olimpiadi intermedie
- Oro a Atene 1906 nel concorso a squadre.